# Joan de Foix
Joan de Foix (1450 - Etampes, França 1500) fou infant de Navarra, comte d'Etampes i vescomte de Narbona.

## Orígens familiars
Fill del comte Gastó IV de Foix i la reina Elionor I de Navarra.

## Núpcies i descendents
El 1476 es casà amb Maria d'Orleans, germana de Lluís XII de França i neta de Carles VII de França. D'aquest matrimoni nasqueren:
- l'infant Gastó de Foix (1489-1512), comte d'Etampes i duc de Nemours
- la infanta Germana de Foix (1490-1538), casada el 1505 Ferran el Catòlic

El 1462, es produeix la invasió francesa del Rosselló en virtut de Tractat de Baiona a l'inici de la Guerra civil catalana contra Joan el Gran, sent designats Bernat d'Oms i de Santapau com a senescal de Rosselló i Cerdanya i governador i capità general dels comtats, mentre Joan de Foix era designat un nou lloctinent. A la mort de Francesc I de Navarra contestà la successió de Caterina en virtut de la Llei sàlica, reprenent-se la Guerra civil navarresa fins que les dues parts van arribar a un acord a Tarbes el 7 de setembre de 1497, en virtut del qual la filla de Joan, Germana de Foix, es casaria amb el rei Ferran el Catòlic amb la possibilitat de tenir fills successors als regnes catalans.